# Gabe Pruitt
Gabriel Michael Pruitt, detto Gabe (Los Angeles, 19 aprile 1986), è un ex cestista statunitense.

## Carriera
È stato selezionato dai Boston Celtics al secondo giro del Draft NBA 2007 (32ª scelta assoluta).

## Statistiche

### College
| Anno      | Squadra     | PG | PT | MP   | TC%  | 3P%  | TL%  | RP  | AP  | PRP | SP  | PP   |
| --------- | ----------- | -- | -- | ---- | ---- | ---- | ---- | --- | --- | --- | --- | ---- |
| 2004-2005 | USC Trojans | 29 | 21 | 30,0 | 48,6 | 45,0 | 70,3 | 2,5 | 3,2 | 1,9 | 0,1 | 12,3 |
| 2005-2006 | USC Trojans | 25 | 25 | 34,4 | 41,7 | 38,0 | 80,3 | 4,0 | 3,1 | 2,2 | 0,3 | 16,9 |
| 2006-2007 | USC Trojans | 26 | 24 | 33,1 | 41,6 | 35,0 | 80,0 | 2,8 | 4,3 | 1,8 | 0,3 | 12,5 |
| Carriera  | Carriera    | 80 | 70 | 32,4 | 43,8 | 39,3 | 77,8 | 3,1 | 3,5 | 2,0 | 0,2 | 13,8 |

### NBA

#### Regular Season
| Anno       | Squadra        | PG | PT | MP  | TC%  | 3P%  | TL%  | RP  | AP  | PRP | SP  | PP  |
| ---------- | -------------- | -- | -- | --- | ---- | ---- | ---- | --- | --- | --- | --- | --- |
| 2007-2008† | Boston Celtics | 15 | 0  | 6,3 | 35,9 | 25,0 | 50,0 | 0,5 | 0,9 | 0,3 | 0,0 | 2,1 |
| 2008-2009  | Boston Celtics | 47 | 0  | 7,8 | 30,7 | 29,2 | 81,0 | 0,9 | 0,8 | 0,3 | 0,1 | 2,0 |
| Carriera   | Carriera       | 62 | 0  | 7,4 | 32,1 | 28,3 | 78,3 | 0,8 | 0,8 | 0,3 | 0,0 | 2,0 |

#### Playoffs
| Anno     | Squadra        | PG | PT | MP  | TC% | 3P% | TL% | RP  | AP  | PRP | SP  | PP  |
| -------- | -------------- | -- | -- | --- | --- | --- | --- | --- | --- | --- | --- | --- |
| 2009     | Boston Celtics | 4  | 0  | 2,8 | 0,0 | 0,0 | -   | 0,0 | 0,5 | 0,0 | 0,3 | 0,0 |
| Carriera | Carriera       | 4  | 0  | 2,8 | 0,0 | 0,0 | -   | 0,0 | 0,5 | 0,0 | 0,3 | 0,0 |

## Palmarès
- Campionato NBA: 1

Boston Celtics: 2008